# Conognatha iris
Conognatha iris es una especie de escarabajo del género Conognatha, familia Buprestidae. Fue descrita científicamente por Olivier en 1790.